# استاروفو
استاروفو (به بلغاری: Starovo) روستایی در بلغارستان است که در شهرستان کیرکوفو واقع شده‌است.